# María de Maeztu
María de Maeztu y Whitney (Vitoria, 18 de julio de 1881-Mar del Plata, 7 de enero de 1948) fue una maestra, profesora, pedagoga, hispanista, filóloga y conferenciante española.
Fue una de las primeras mujeres en estudiar en la Universidad de Salamanca y en ser pensionada por la Junta para la Ampliación de Estudios e Investigaciones Científicas, haciendo estancias en diversas escuelas y universidades de Europa, Estados Unidos e Iberoamérica, lo que le proporcionó una sólida formación intelectual.
Se declaraba feminista y dedicó su vida a la educación de sus alumnas y a ofrecerles una formación intelectual que fomentase la emancipación social y económica de las mujeres. Fue una de las impulsoras de Juventud Universitaria Femenina (JUF) para promover la presencia de las mujeres en los estudios universitarios.
Es considerada la primera pedagoga española, realizando importantes aportaciones en los inicios de la pedagogía social en España. Fue una de las más importantes educadoras de la historia de España y también una de las grandes olvidadas de su época.
Fue una de las más exponentes de la Edad de Plata de la cultura española. Perteneció a la generación de 1914 con sólida formación y preocupación por el análisis racional y, también, por lo estético y lo social.
Dirigió e impulsó la Residencia de Señoritas entre 1915 y 1936, formó parte de la junta directiva del Instituto-Escuela, y fue cofundadora y presidenta del Lyceum Club Femenino (1926-1936).
Fue la única mujer que formó parte del Patronato de la Junta para Ampliación de Estudios, además de ser Consejera de Instrucción Pública, miembro de la Asamblea Nacional Consultiva, y profesora de la Facultad de Pedagogía de la Universidad Central.
Durante su exilio, difundió en América Latina la cultura española, y desde su cátedra de Historia de la Educación en la Universidad de Buenos Aires, enseñó los principios de la pedagogía progresista.
Tuvo una preparación cultural excepcional para la época, creciendo y formándose en un contexto liberal y cosmopolita, animada por los dictámenes de la Institución Libre de Enseñanza, y evolucionando después del pronunciamiento militar hacia un espiritualismo católico conservador, ideológicamente alejado del franquismo.

## Biografía

### Familia y primeros años
Nació el 18 de julio de 1881 en Vitoria, en el seno de una familia acomodada de marcado carácter cosmopolita y liberal, cuya influencia —y muy especialmente la de su hermano Ramiro— resultó decisiva en su trayectoria intelectual y profesional. Su madre, Juana Whitney y Donè, profesora de idiomas, era hija de un diplomático inglés y cónsul de Gran Bretaña en Niza. Su padre, Manuel de Maeztu y Rodríguez, ingeniero y hacendado cubano de ascendencia navarra nacido en Cienfuegos, era hijo del último intendente general, siendo la isla de Cuba aún territorio español.
Sus progenitores, que se conocieron en París cuando su madre tenía dieciséis años, viajaron en 1873 a España, para conocer la tierra de los antepasados de Maeztu. La tercera guerra carlista hizo que se detuvieran en Vitoria, donde vivía un hermano de Manuel, y se asentaron allí, sin llegar nunca a casarse. La pareja tuvo cinco hijos: Ramiro, Ángela, Miguel, María y Gustavo. María nació en el número 51 de la calle de la Estación, posteriormente número 37 de la calle Dato.

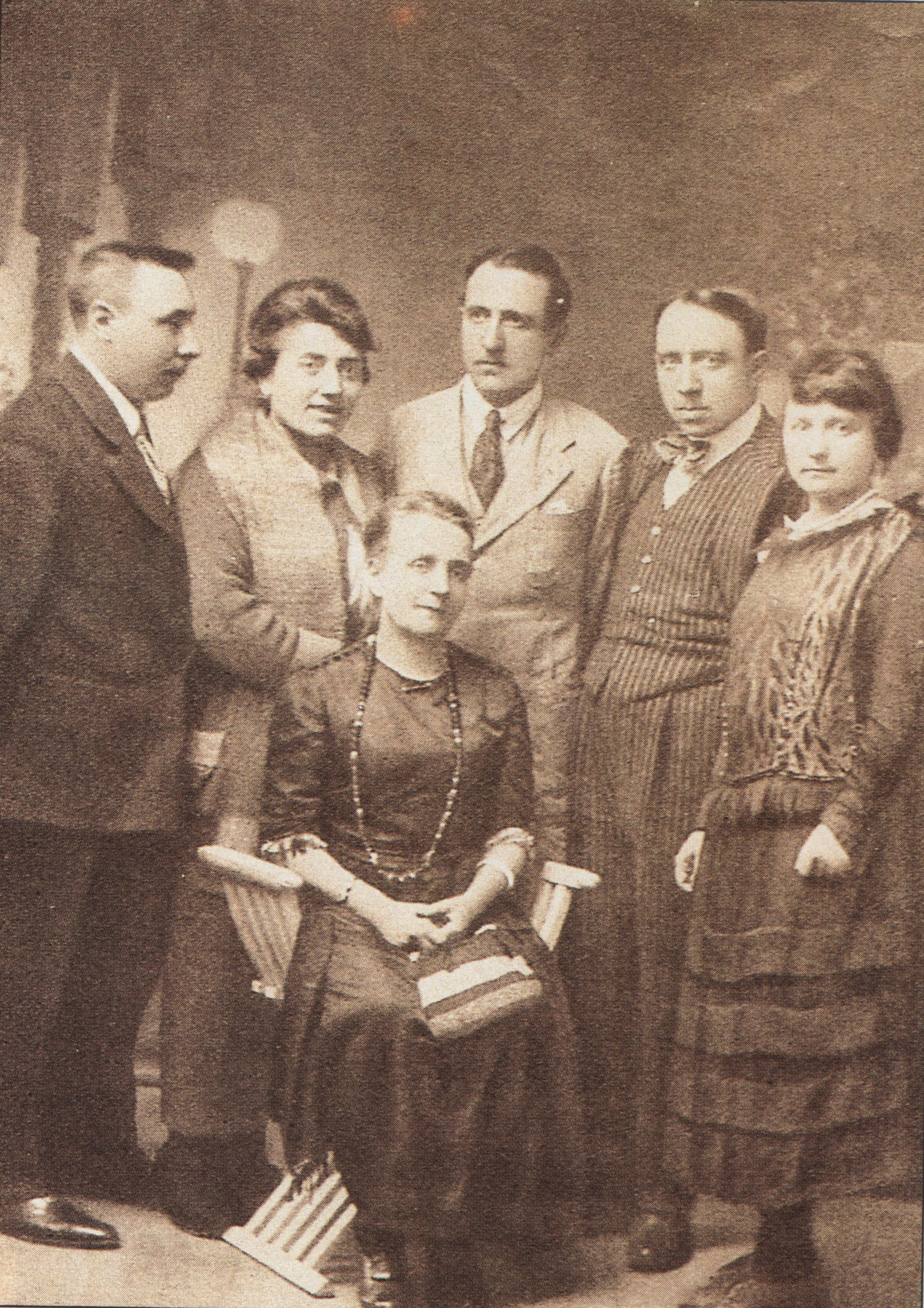
De derecha a izquierda: María de Maeztu junto a sus hermanos Miguel, Ramiro, Ángela, Gustavo y su madre Juana Whitney

La prestigiosa y dura familia de los Maeztu, como les denominó Ramón Gómez de la Serna, disfrutó de una desahogada posición económica hasta que Manuel de Maeztu tuvo que trasladarse a Cuba porque sus lejanos administradores estaban hundiendo su fortuna. Pero la muerte del padre en Santa Clara (Cuba) en 1898, y confusos problemas administrativos en torno a su herencia junto con el hundimiento en 1894 de los negocios familiares en la isla, dejaron a Juana Whitney y sus hijos en una situación precaria. La familia se trasladó a Bilbao, abandonando su lujosa casa y las clases particulares de sus hijos.
Juana comenzó a dar clases de inglés a domicilio; sus amistades le aconsejaron que abriera un colegio y montó la Academia Anglo-Francesa. Colegio de Señoritas, que tuvo varias ubicaciones en Bilbao (más tarde, Academia Maeztu).

### Maestra y ampliación de estudios
Antes de cumplir los 14 años, se matriculó como alumna libre en la Escuela Normal Superior de Maestras de Vitoria. Obtuvo excelentes calificaciones con la nota final de sobresaliente.  Solicitó un permiso especial para acceder a la oposición de maestros nacionales en Valladolid (porque aún no había cumplido 21 años), y así poder ejercer en propiedad su trabajo. En 1902 aprobó la oposición y obtuvo una plaza de maestra en una escuela pública de Santander, trasladándose poco después a una plaza de maestra en Bilbao, para poder ayudar también en la academia de su madre.

#### Escuela en Las Cortes

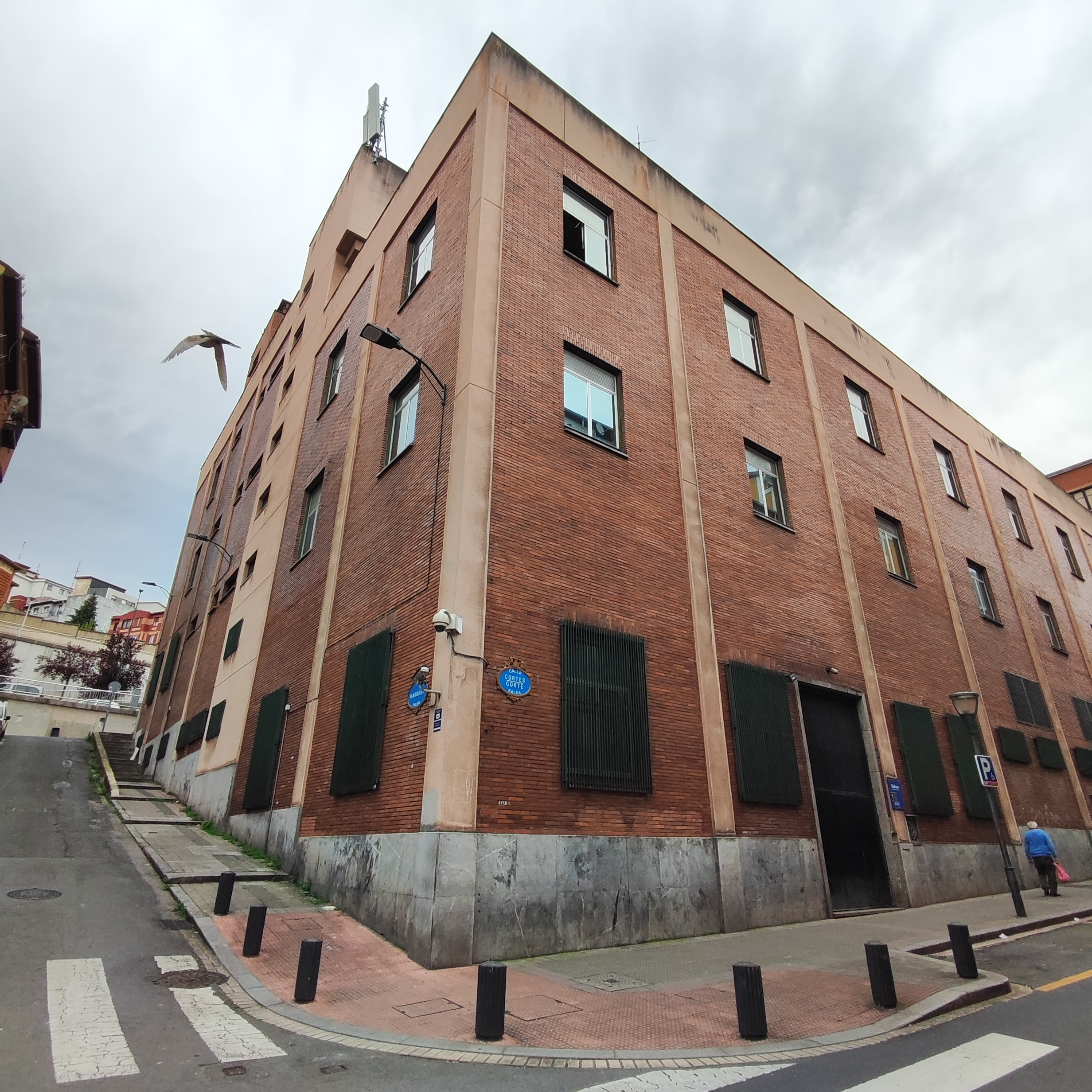
Antigua escuela de Las Cortes, Bilbao

Su destino en Bilbao fue la escuela de párvulos del 4.º distrito de Las Cortes de Bilbao, donde tomó posesión de su puesto en noviembre de 1902. Esa vacante no había sido solicitada por nadie porque estaba situada en un distrito marginal de Bilbao, en el barrio de San Francisco.
En aquella escuela, enseñó nuevos métodos pedagógicos, basados en el aprendizaje activo, contacto con el medio, sin memorizar, acercamiento al entorno familiar del alumnado, sustitución de las medidas correctivas y disciplinarias por pautas de convivencia más flexibles, implantación de clases al aire libre, instalación de cantinas y colonias escolares; en suma, la transformación física y estética de la escuela de acuerdo con los postulados de la Institución Libre de Enseñanza.
En 1903 se le concedió una prórroga de una pensión para realizar estudios en el extranjero, y ya figuraba como directora de la escuela de Las Cortes. Trabajaba para cerca de trescientos estudiantes de familias marginales y marginadas, ayudada por otras dos maestras mayores que ella. Su hermano Gustavo se encargó de decorar las paredes del centro con dibujos y Ramón de Basterra con poemas. Aquella escuela estuvo instalada originariamente en las ruinas de un antiguo teatro, y a partir de 1903 en un edificio de nueva planta. De su paga de maestra destinaba cada mes una cantidad para comprar piezas de tela con las que confeccionaba blusas y delantales, y jabón que regalaba a los estudiantes cuyos padres alegaban pobreza para justificar su desaseo.
La Dirección de las escuelas de Berástegui, a la que habían llegado noticias de lo conseguido por María, le ofreció plaza. Esta escuela se encontraba junto al domicilio de María, pero no aceptó para no tener que separarse de su alumnado de los barrios altos, donde llegaron a quererla y respetarla tanto que, se decía que durante las horas de clase, las casas de lenocinio cercanas suspendían su actividad para no incomodarla en su labor docente.

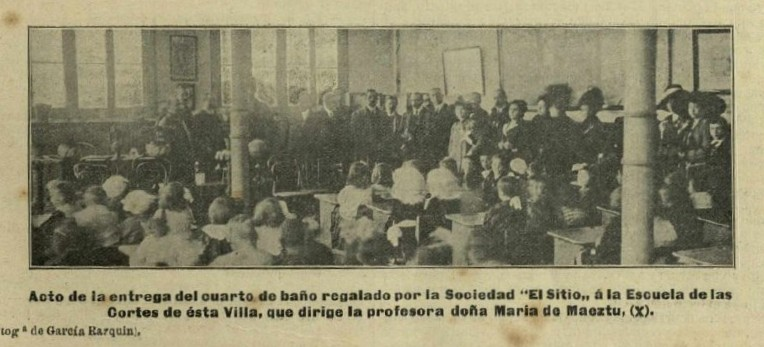
Acto de entrega del cuarto de baño a la Escuela de Las Cortes, 1911

Tras su estancia en Londres en 1909, y como aplicación práctica de sus aprendizajes sobre la pedagogía en las escuelas de párvulos del Reino Unido, presentó dos instancias al Ayuntamiento de Bilbao: la primera para instalar un cuarto de baño en su escuela (incluyendo los planos del proyecto); y la segunda para crear un jardín en el patio de la escuela y adquirir plantas para las clases. Existe un expediente tramitado por dicho Ayuntamiento, sobre la implantación paulatina del servicio de baños en todas las escuelas públicas de la villa, y la designación de un médico para el reconocimiento facultativo de los niños que habían de bañarse.
El 31 de julio de 1912 fue nombrada profesora numeraria en la sección de letras de la Escuela Normal Superior de Maestras de Cádiz, cesando en su puesto de la escuela de párvulos del barrio de Las Cortes. De su experiencia como maestra reflexionó obteniendo conclusiones como la expresada en la Universidad de Oviedo en 1909, recogida por Federico de Onís:

Es verdadero el dicho antiguo de que la letra con sangre entra, pero no ha de ser con la del niño, sino con la del maestro.
María de Maeztu

#### Ampliación de estudios en el extranjero
Alcanzó el grado de bachiller en septiembre de 1907, con la calificación de sobresaliente y premio extraordinario en la Sección de Letras. Al darse cuenta de que para ser una educadora necesitaba ampliar su instrucción, sin dejar su trabajo en Bilbao, se matriculó en 1907 en la Universidad de Salamanca, siendo una de las primeras mujeres españolas en acceder a estudios académicos antes de la real orden de 1910 que establecía la igualdad entre hombres y mujeres en cuanto al derecho de educación. Allí conoció y entabló amistad con el rector Miguel de Unamuno. Dormía en casa de un bedel porque no había sitio en Ia de Unamuno, pero hacía las comidas en Ia casa rectoral, donde Unamuno Ie daba luego clases particulares.
Inició en 1907 los estudios de Filosofía y Letras en la Universidad de Salamanca como alumna no oficial, aunque sólo cursó allí los dos primeros años. Entre octubre de 1909 y junio de 1912 siguió, como alumna oficial, las enseñanzas de la Sección de Letras de la recién creada Escuela de Estudios Superiores del Magisterio, encabezando siempre su promoción, y teniendo como profesor a José Ortega y Gasset. Mientras, María seguía cursando también la carrera de Filosofía y Letras, licenciándose en 1915, con premio extraordinario.

Se acercó muy al reformismo educativo de la Institución Libre de Enseñanza a través de la Junta para Ampliación de Estudios e Investigaciones Científicas, que le procuró una amplia formación europea. Así, aparece entre los primeros solicitantes de pensión en 1907. Su trabajo desarrolló «La formación del carácter por la educación en las escuelas de Inglaterra».

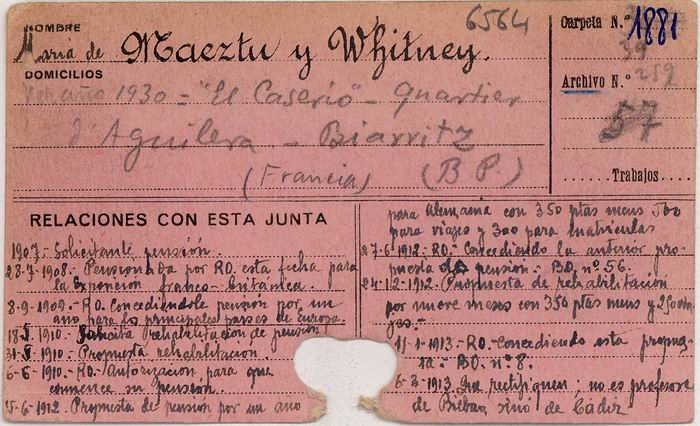
María de Maeztu, ficha JAE (1907-1913)

En el verano de 1908, formó parte de una delegación nombrada por la Junta y fue pensionada durante dos meses para estudiar la Sección de Pedagogía de la Exposición Franco-Británica con sede en Londres. Su conocimiento de idiomas, poco frecuente en la España de entonces, y su espíritu bravo y activo la hicieron alumna idónea en varios proyectos.Realizó «Estudios sobre las nuevas corrientes de filosofía pedagógica, en especial sobre los trabajos experimentales de la psicología infantil».
Se ocupó principalmente de los primeros grados de la enseñanza, visitó varias escuelas, y asistió también a las sesiones del Congreso de Educación Moral, donde José Castillejo leyó un informe en francés sobre el sistema educativo de la Institución Libre de Enseñanza. Fruto de esa estancia en Inglaterra fue su estudio «La pedagogía en Londres y las escuelas de párvulos», memoria publicada en el año 1909 en el primer tomo de los Anales de la Junta.
En mayo de 1909 en la sociedad bilbaína "El Sitio", dio una conferencia en la que observaba que:

El progreso de Inglaterra se debe, no a las peculiares condiciones de la raza y el clima, sino a los elementos predominantes en la dirección de aquel país, singularmente a la acción social de la escuela.
María de Maeztu

Cuando el secretario de la Sociedad El Sitio procedió a abonar sus honorarios a la conferenciante, ésta renunció a ellos pidiendo que fueran destinados a mejorar, en lo que diesen de sí, las instalaciones de los servicios higiénicos de su escuela de Las Cortes.

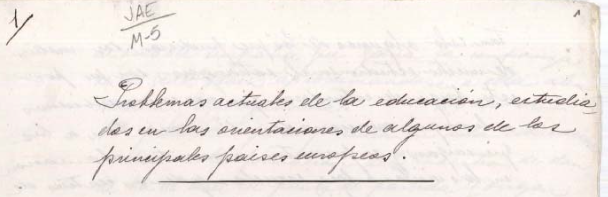
Tema del trabajo pensionado por la JAE para 1910

En 1909 le concedieron una pensión durante un año para analizar durante 1910 los «Problemas actuales de la educación estudiados en las orientaciones de algunos de los principales países europeos».

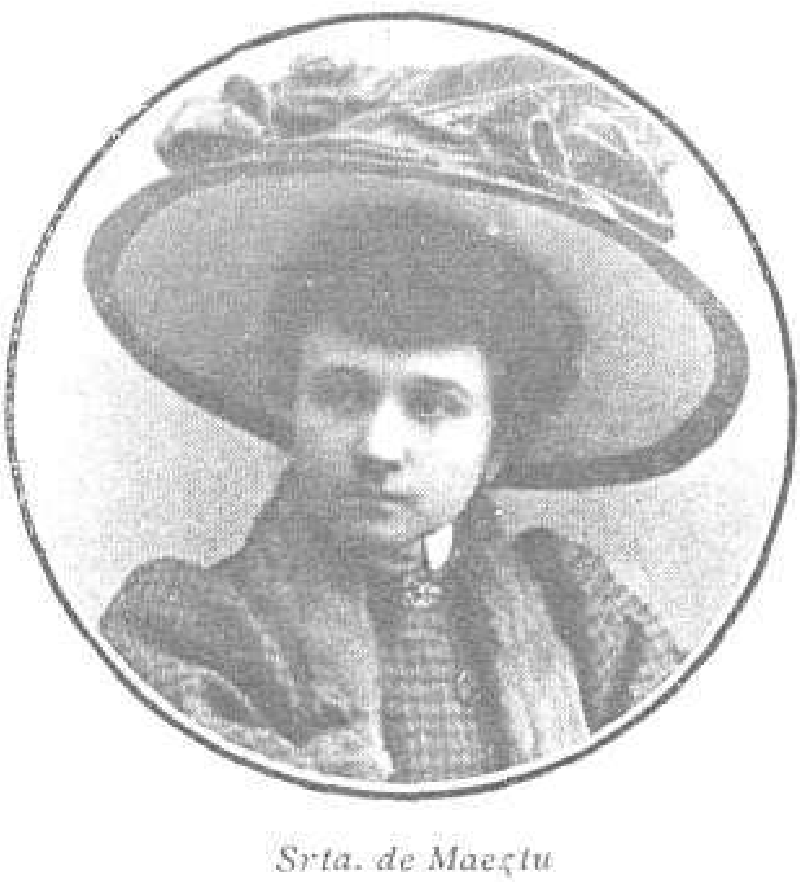
María de Maeztu en 1909 con 28 años

Visitó escuelas de diversos grados y características, sobre todo primarias y también algunas femeninas, en Inglaterra, Francia, Italia, (Turín y Milán), Alemania, Suecia y Noruega. Asistió en Amberes al III Congreso Internacional de Educación Familiar.
Gracias a una recomendación de Ortega y Gasset, en octubre de 1912, y nuevamente con una pensión de la Junta, viajó a Alemania para realizar estudios de Pedagogía, y conocer el movimiento neokantiano alemán.Hizo, como en los viajes anteriores, algunas visitas a centros escolares, y pasó dos semestres en la Universidad de Marburgo, donde fue alumna de Nicolai Hartmann y de Paul Natorp, de quien tradujo a español, Religión y humanidad (1894) y Pedagogía Social (1899).
Estuvo también pensionada en otras muchas ocasiones para asistir a congresos o realizar distintas misiones encomendadas por la Junta.

### Profesora, pedagoga y formación de las mujeres
Tras su regreso de Alemania, en noviembre de 1913, se incorporó a la Sección 9.ª del Centro de Estudios Históricos, dedicada a la filosofía contemporánea y dirigida por Ortega y Gasset, donde permaneció hasta la interrupción de su actividad en el verano de 1916.

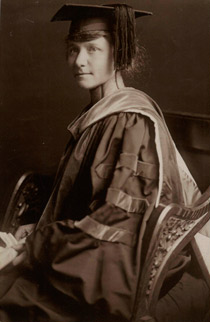
María de Maeztu, 1919 honorary degree of Law, LL.D

De 1913 a 1915 fue profesora en el Instituto Internacional, donde trabajó en el ambiente educativo estadounidense colaborando estrechamente con Susan Huntington Vernon. Esta institución utilizaba una metodología didáctica innovadora basada en la convivencia, la tolerancia y la integración de las ciencias y las artes.
Como profesora numeraria de la Escuela Normal de Maestras de Cádiz, también ocupó durante el curso 1914-1915 el cargo de profesora interina, en calidad de agregada, en comisión de la Escuela de Estudios Superiores del Magisterio, en el mismo centro donde ella había estudiado. En estos años se confirmaron sus dotes como conferenciante y fue solicitada en diversos foros.
En la primavera de 1919 María de Maeztu visitó el Smith College, la universidad privada femenina estadounidense ubicada en Northampton (Massachusetts) y en esta visita le fue otorgado un título honorario (“honorary degree of Law, LL.D”) en la ceremonia de graduación del college celebrada el 17 de junio de 1919. Esto la dotó de unas credenciales académicas en Estados Unidos que le sirvieron para establecer unos lazos permanentes de colaboración con diversas universidades norteamericanas.
En 1920 junto a Elisa Soriano Fischer, Concepción Alexandre o Clara Campoamor, y otras, constituyeron la Juventud Universitaria Femenina (JUF) como una asociación intergeneracional con militantes que gozaban de cierto renombre y prestigio profesional.

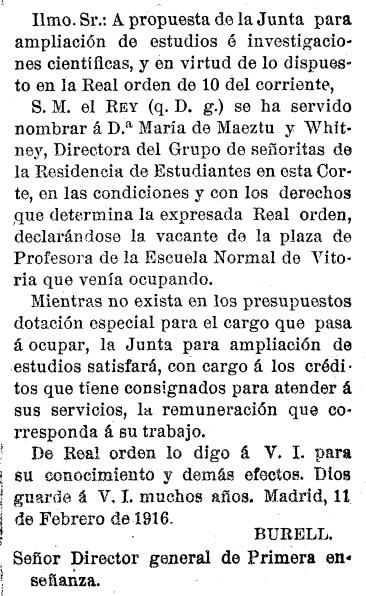
Nombramiento de María de Maeztu como directora de la Residencia de Señoritas, Gaceta de Madrid, 1916

#### La Residencia de Señoritas
Desde la apertura de la Residencia de Estudiantes en 1915, fue directora del grupo femenino de la Residencia —la Residencia de Señoritas—. Creada en Madrid por la Junta para la Ampliación de Estudios e Investigaciones Científicas, a María de Maeztu le fue encomendada la organización y dirección de la Residencia Internacional de Señoritas. Desempeñó el cargo de dirección entre 1915 y 1936 y la Residencia se convirtió en el gran proyecto de su vida. Su nombramiento oficial se aprobó en la Gaceta de Madrid el 11 de febrero de 1916.

La Residencia de Señoritas supuso un éxito inmediato que compartía sus objetivos con el Instituto Internacional, dirigido por Susan Huntington en Estados Unidos. Era una microcomunidad de conocimiento femenino. Fruto de su relación con Huntington fueron los viajes que realizó a aquel país con los que consiguió establecer el primer programa de estudio para mujeres en el extranjero. En 1923, todas estas colaboraciones se englobaron bajo un convenio bilateral de colaboración, articuladas en cuatro tipos de iniciativas: intercambio de alumnas, lectorados en el extranjero, becas de investigación e intercambio de material de laboratorios y bibliográfico.

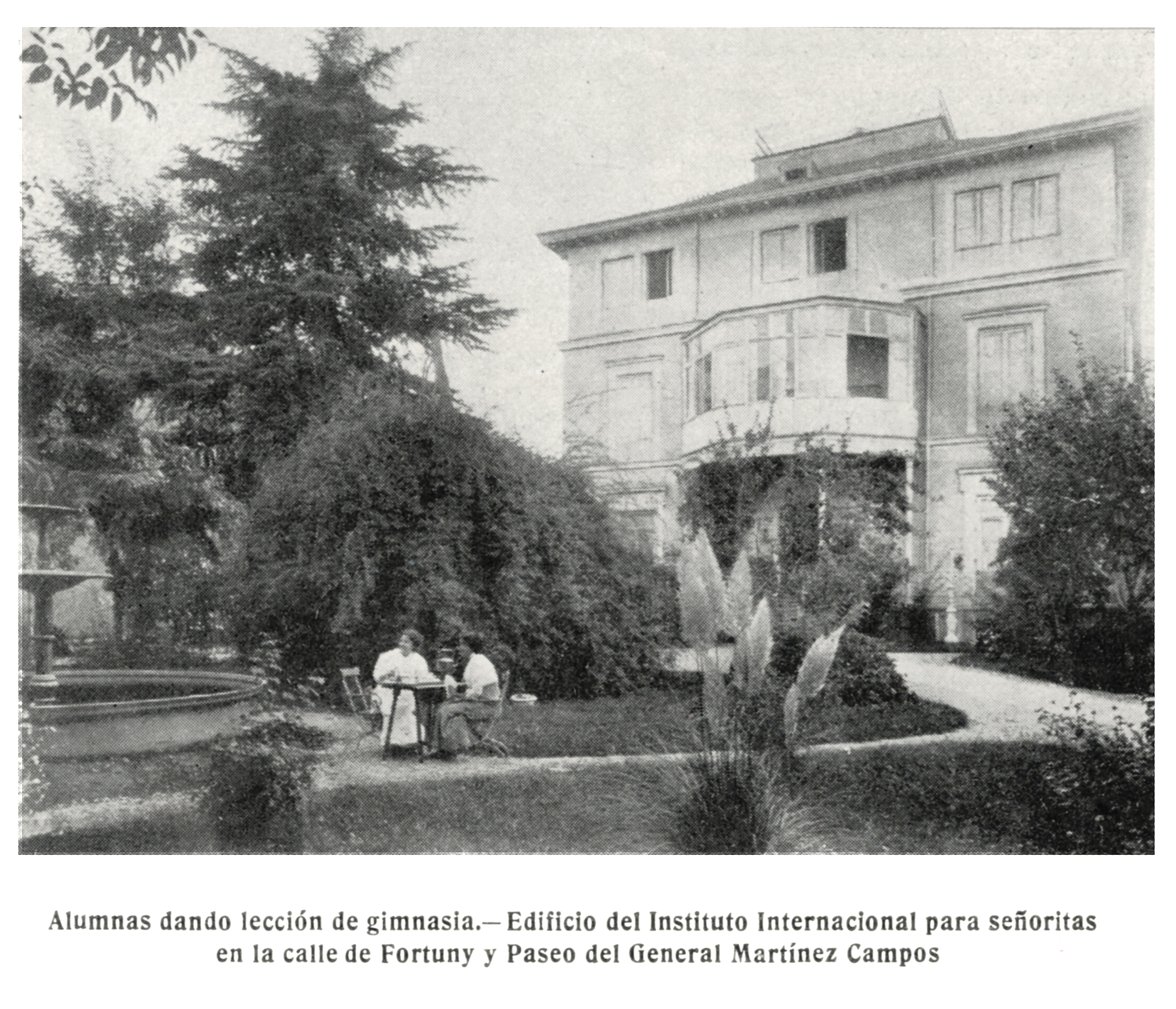
Residencia de Señoritas

A la Residencia podía acceder cualquier muchacha mayor de diecisiete años que hiciera sus estudios en Madrid o preparase su ingreso en las facultades universitarias Escuela Superior de Magisterio, Escuela Normal, Escuela Hogar o que estuviese ampliando su formación científica privadamente. También se admitían alumnas extranjeras y externas. Se les ofrecía, además de residencia, clases y cursos dados en sus dependencias. Así, había clases complementarias de Pedagogía y Filosofía, dadas por Maeztu.
 

La residencia era lugar de encuentro con conferencias y cursos cuyo público era eminentemente femenino y que alcanzaron gran notoriedad en el Madrid de los años veinte y durante la Segunda República. Consiguió aglutinar y formar en su residencia a reconocidas intelectuales literatas, abogadas y políticas que fueron agentes activas del cambio político del primer tercio de siglo propiciando la participación social, económica, intelectual y política de las mujeres.  Entre las más destacadas figuran la poeta Concha Méndez, las abogadas Victoria Kent y Matilde Huici, la posterior diputada republicana Francisca Bohigas, las periodistas María Luz Morales y Josefina Carabias, la física Felisa Martín Bravo, la artista Maruja Mallo y las médicas Cecilia García de Cosa y Elisa Soriano.

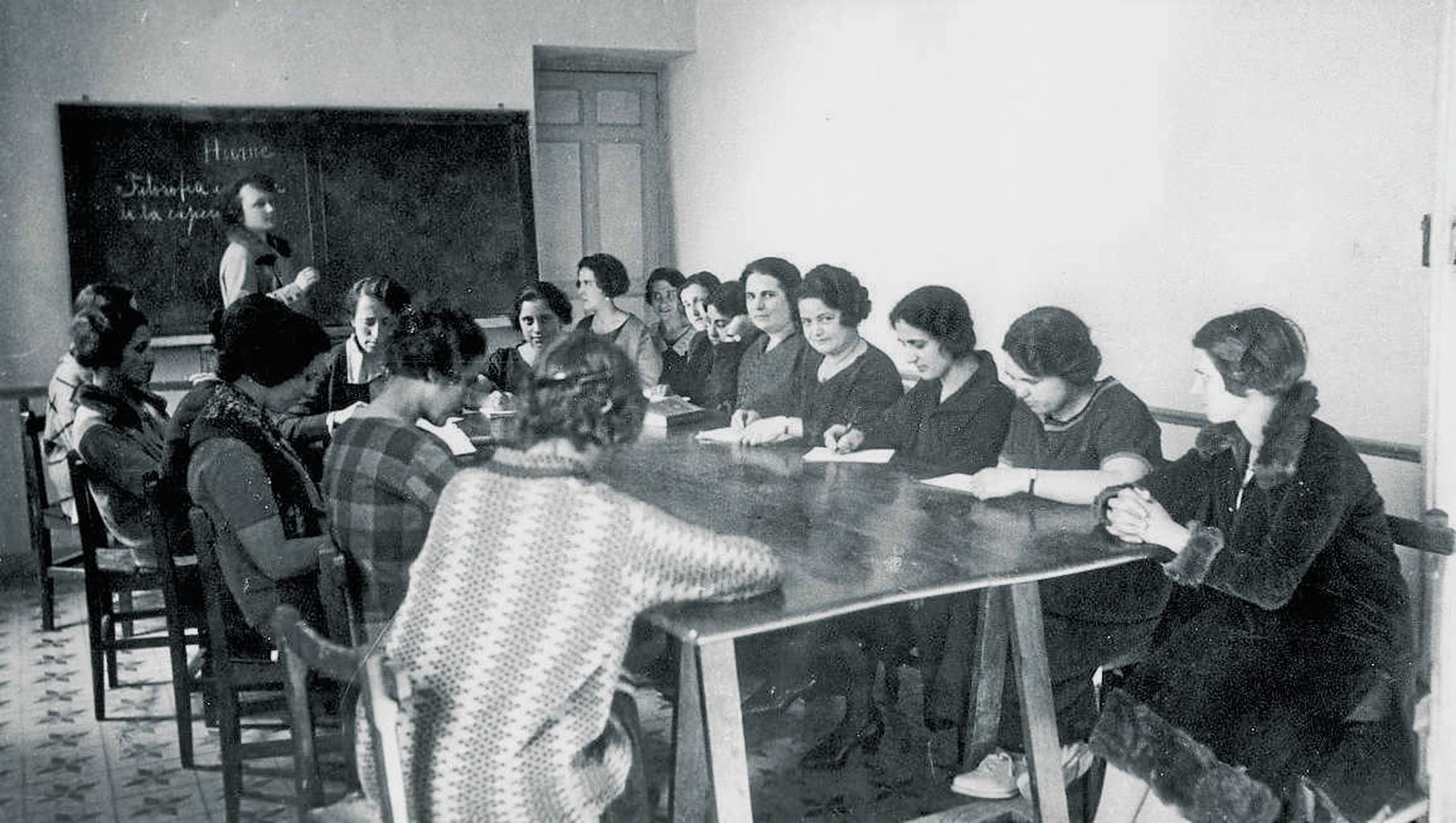
María de Maeztu en la Residencia de Señoritas

Una de las figuras más relevantes que visitaron la Residencia fue Gabriela Mistral, que se alojó allí en diciembre de 1924. Desde entonces, mantuvieron una amistad con altibajos que duraría hasta la muerte de Maeztu en 1948. Compartían la idea de Iberoamérica, su espíritu pedagógico y un profundo cristianismo. Mistral le dedicó su poema «Salutación», leído en el evento del Pen Club y publicado en El Sol el 17 de diciembre de 1924.
En 1928, se celebró en Madrid el XII Congreso Internacional de Mujeres Universitarias y numerosas delegadas se alojaron en la Residencia. España estuvo representada por María de Maeztu, Matilde Huici, Jimena Quirós, Matilde Ruiz y Clara Campoamor. En 1931 Marie Curie se alojó también durante su estancia en Madrid. Ese mismo año, en octubre, Victoria Ocampo, directora de la revista Sur argentina, pronunció una conferencia sobre Harlem y, en 1935, dio otra con el título "Supremacía del alma y de la sangre". María Montessori también residió allí cuando estuvo en Madrid dando conferencias sobre su método en 1934.

#### El Instituto-Escuela

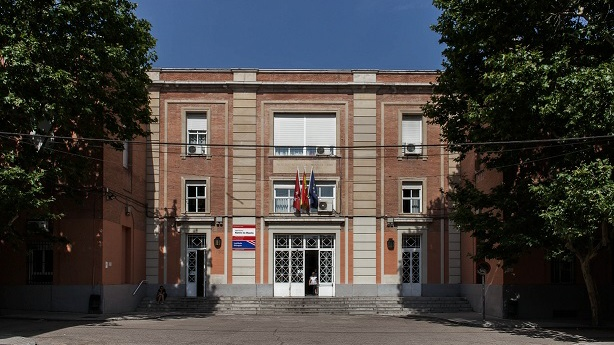
Sección Preparatoria del Instituto-Escuela, actual IES Ramiro de Maeztu

Consiguió compatibilizar su tarea en la Residencia de Señoritas con la dirección de la sección preparatoria del Instituto-Escuela puesto en marcha también por la JAE en 1918, donde pudo abrir aún más el abanico de sus ideas pedagógicas. Este Instituto fue concebido como un centro oficial de segunda enseñanza donde se ensayaron planes de estudio y métodos de educación para implantar después en toda España. Además era un centro de ensayo pedagógico para el profesorado.
Maeztu definió al Instituto-Escuela como la primera escuela activa oficial de España. La primera de carácter privado había sido la Institución Libre de Enseñanza. Para ella, lo importante no era que el alumnado infantil aprendiera y repitiera sino que reflexionara, constatara y ejecutara. Por ello, todas las enseñanzas partían de los hechos y de la observación de fenómenos. Puso especial empeño en que no hubiera libros de texto sino que el alumnado tomara sus propios apuntes desde el inicio de sus estudios para que se acostumbrara a interpretar lo que oía. Permaneció en el Instituto Escuela desde su fundación hasta 1934 en que dimitió.

#### Instituciones Culturales Españolas en el Cono Sur
Recorrió también buena parte del Cono Sur, donde ocupó de junio a agosto de 1926 la cátedra de la Institución Cultural Española de Buenos Aires. Encargó a su secretaria Eulalia Lapresta firmar nóminas y facturas y la responsabilidad de la Residencia.
Los honorarios de 8 000 pesetas cubrían los gastos de viaje y de trabajo, que consistió en desarrollar el tema "Problemas actuales de la educación". Impartió clases y conferencias en diversas universidades y ciudades argentinas, con un gran éxito. Maeztu escribió a su secretaria desde Montevideo:

Me dicen que después de Ramón Franco ha sido el mío el mayor acontecimiento del siglo. De veras el éxito ha sido como el de un torero en España cuando le dan la oreja. Las personas que iban a oirme me acompanaban y seguian hasta el coche aplaudiendo y vitoreando.
María de Maeztu

También impartió varias conferencias en la ciudad de Córdoba, invitada por el Consejo de Educación; en Mendoza, y en Montevideo, invitada por la Institución Cultural Española de Uruguay. Un par de años después regresó a Latinoamérica para ocupar la cátedra de la Institución Hispano-Cubana de Cultura en diciembre de 1928.
En enero de 1929 pasó a México donde sería nombrada profesora honoraria, y pronunció diversas conferencias sobre las metodologías pedagógicas de Pestalozzi y Herbart, que tan bien conocía como fruto de sus investigaciones y de su experiencia al frente de la Residencia. Fue pieza fundamental en la fundación del Instituto de las Españas y la Hispanic Society of America en Nueva York.

Caricaturas de Damas del Lyceum, realizadas por Bon, 1927

#### Lyceum Club Femenino
En 1926 fue cofundadora y primera presidenta del Lyceum Club Femenino a semejanza de los ya existentes en Europa. Si bien desde un principio ella y otras cofundadoras abogaban por un club mixto, finalmente fue un espacio exclusivo para mujeres. La participación de los hombres se restringía a asistir a conferencias y estar en el salón de té.
El objetivo del lyceum era la defensa de los intereses de las mujeres, al tiempo que les facilitaba un lugar de encuentro y promovía su desarrollo educativo, cultural y profesional, así como facilitaba la organización de obras de carácter social. Siguiendo el modelo internacional, dispuso de secciones de Literatura, Ciencias, Artes Plásticas e Industriales, Social, Música e Internacional.
Maeztu organizaba cursillos, conferencias, conciertos, exposiciones, a cargo de intelectuales, personas científicas, artistas nacionales y del extranjero.

### Participación en política y docencia universitaria

#### Dictadura de Primo de Rivera

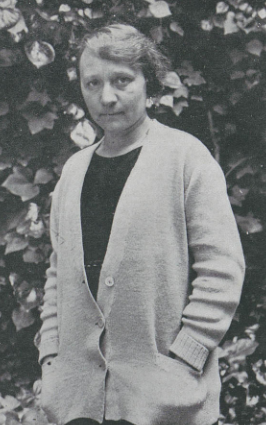
María de Maeztu, 1926

Durante la dictadura de Primo de Rivera, respaldada por su hermano Ramiro, aceptó —junto con otras doce mujeres— ser miembro de la Asamblea Nacional, en la sección dedicada a la educación. Entre 1926 y 1929 realizó varios viajes a América Latina: Argentina,Uruguay y México donde impartió cursos sobre educación, psicología pedagógica, psicología de la infancia y de la adolescencia; y conferencias sobre la cultura española. Además fue delegada de España en diferentes Congresos de Educación en Europa, Estados Unidos y América Latina.
Entre marzo de 1928 y marzo de 1930, fue además vocal de la Junta —la única mujer que ocupó ese puesto antes de 1936—, y perteneció a su comisión encargada de las relaciones culturales con América desde su constitución, en noviembre de 1928.
En 1930, fue vocal del Consejo de Instrucción Pública, y en 1934 miembro del Consejo Nacional de Cultura. Accedió a la docencia universitaria en 1932, en la recién creada Sección de Pedagogía de la Facultad de Filosofía y Letras de la Universidad Central, cargo que ocupó hasta 1936.

#### Segunda República
Cuando llegó la II República, Maeztu acumulaba años de viajes por Europa y por el mundo; conocía cuatro idiomas: español, inglés, francés, alemán; había puesto en marcha obras culturales notables y viajaba por Europa y América dictando conferencias. En suma, tenía un nivel cultural muy notable e inusual para la época.
Entre las primeras iniciativas de la República se encontraban las Misiones Pedagógicas, organizadas para llevar instrucción y cultura a los lugares más desfavorecidos de España, la implantación de bibliotecas populares, la enseñanza gratuita, el aumento del sueldo a maestras y maestros, la elevación del nivel de instrucción y naturalmente el voto femenino. Una mentalidad muy cercana a sus prioridades, que bien conoció en Bilbao, siendo maestra en un barrio pobre de la ciudad. La profunda renovación de la sociedad española que la República perseguía, era un ideal también de Maeztu. En este momento la separación ideológica con su hermano Ramiro es clara.
Las instituciones republicanas demostraron apreciar su labor y su esfuerzo para mejorar la formación de las mujeres y de las maestras, maestros y profesorado.

En las Cortes estará representada la mujer porque parece ser elegible y yo supongo que al hacerse la nueva Constitución se le dará el voto de modo que en las primeras cortes ordinarias que sucedan a las Constituyentes, la mujer tendrá voto y podrá elegir sus representantes. Espero mucho del voto femenino.
María de Maeztu

En 1931 la hispanista norteamericana Caroline Bourland recogió en una carta sus impresiones sobre una cena en la que estaban Victoria Kent, Victoria Ocampo y María de Maeztu, intelectuales de las que dijo que "out-radical the radicals" (en español, son más radicales que los radicales").
Con la República, perdió el contacto con algunas de sus amistades, por las ideas o por la distancia, llegando a decir que si el trabajo no ocupase toda su actividad, se sentiría triste. Sin embargo, su obra se amplía y recibe el apoyo de las autoridades.

Me han dado una subvención para la Residencia, la primera en 17 años, y luego se dirá que debíamos algo a la Monarquía. Ahora, en cambio, lo primero que han hecho es enviarme un comunicado ponderando mi labor y otorgándome una subvención. Se lo digo, María, para darle idea de lo bien que se presentan las cosas.
María de Maeztu

El 3 de febrero de 1933, recibió la visita del presidente Niceto Alcalá Zamora en el Instituto-Escuela y en la Residencia de Señoritas.
El 27 de junio de 1936 nombrada catedrática. Hasta entonces, únicamente Emilia Pardo Bazán en 1916, había sido catedrática. Sin embargo, María nunca llegó a tomar posesión de su nuevo nombramiento. Al estallar la Guerra Civil en 1936, fue apartada de la dirección de la Residencia de Señoritas en septiembre. No se sabe muy bien si su destitución se debió a si algunas residentes la consideraban contraria a la República, o si fue Largo Caballero quien la cesó, pues al estar su hermano Ramiro en la cárcel, no se consideraba adecuado que ella permaneciese en su puesto. Sin embargo, en la Orden Ministerial se da a entender que Maeztu presentaba su dimisión.

### Exilio

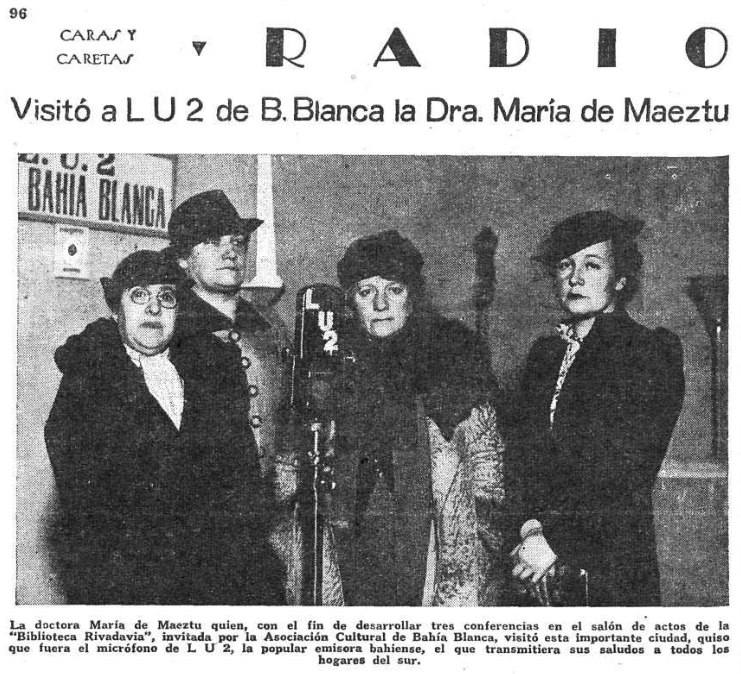
María de Maeztu en su visita a Bahía Blanca para dar conferencias durante su exilio en Argentina

El fusilamiento de su hermano Ramiro en octubre de 1936, supuso un duro golpe para ella.Partió al exilio y desembarcó en Nueva York a finales de marzo de 1937, con la intención de tomar posesión de la cátedra de Literatura Española en el Barnard College de la Universidad de Columbia creada ex profeso para ella por Francisco Onís.
A finales de mayo de 1937 le ofrecieron asistir a un congreso de Historia en Buenos Aires para impartir un ciclo de conferencias. Aceptó la invitación animada por su amiga Victoria Ocampo, organizadora del evento, quien hacía tiempo le insistía para que trabajasen juntas.
Mientras recibía malas noticias de la situación española y de su familia, María cosechaba éxitos en sus conferencias en Buenos Aires. Pasó julio y agosto en Argentina con la intención de incorporarse en septiembre al Bernard College. Pero el presidente de la República Argentina le llamó para proponerle fundar una Residencia en Argentina. A su amiga Margarita de Mayo le decía:

(...) me dejé llevar por la emoción y me he metido en un callejón sin salida. Defiéndame ante Onís y explíquele lo que me ha pasado, ha podido parecerle ingratitud o informalidad mi conducta. Nada de eso. Les echo mucho de menos y estoy triste al ver que tengo que recorrer sola y... ya en la vejez el camino que de joven y bien acompañada recorrí hace 25 años.
María de Maeztu

Esto hizo que se animara a establecer su residencia en la capital argentina, aunque finalmente no hubo presupuesto para la Residencia en Argentina.  En Buenos Aires tuvo mucho trabajo. Se dedicó a dar conferencias, impartir cursos, escribir artículos y libros. Enviaba dinero a su madre periódicamente. En una carta del 22 de octubre a José Ortega, le decía:

'Y como la generosidad de Victoria (Ocampo) al tenerme en su casa es infinita, todo lo que gano puede ser para mi familia que han quedado todos en el mayor abandono.
María de Maeztu

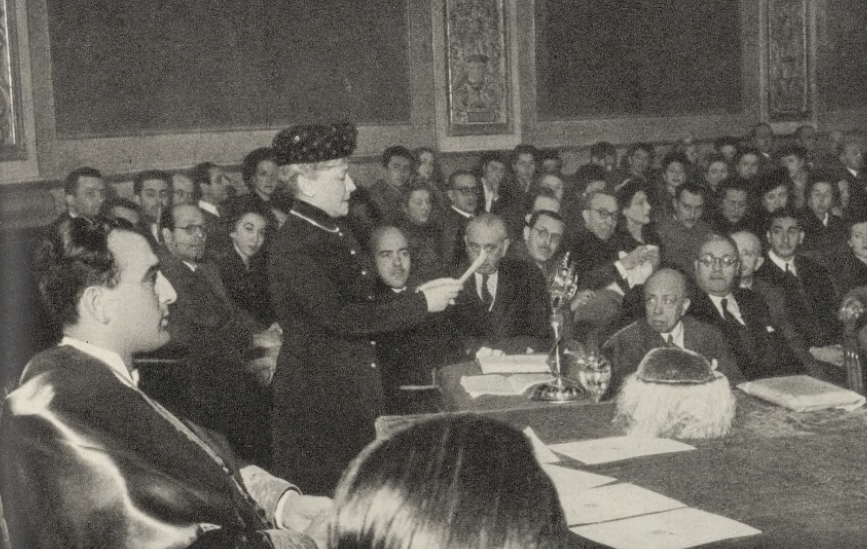
María de Maeztu en el acto inaugural de la cátedra Ramiro de Maeztu, 1947

A finales de 1937, viendo cómo la guerra en España se alargaba, alquiló una casa en el centro de Buenos Aires, en la calle Viamonte 550. Maeztu desarrolló una incansable labor de conferenciante en Argentina, Chile y Uruguay que sirvió para difundir la cultura española, y desde su cátedra de Historia de la Educación en la Universidad de Buenos Aires, que mantuvo hasta su muerte, enseñó los principios de la pedagogía progresista.

#### Regreso a España
A finales de 1944 regresó a Estella, para reencontrarse con su madre y su familia. En Madrid reguló su situación administrativa declarándola depurada sin sanción y confirmada en sus derechos. En mayo fue nombrada Profesora Numeraria de Pedagogía y su Historia en la Escuela Normal de Magisterio Primario de Ávila, con carácter provisional. No pudo recuperar su puesto en la Residencia. Para los franquistas, tenía un pasado dudoso, a pesar de su evolución ideológica y de ser hermana de Ramiro de Maeztu.Con pesar, por dejar a su madre mayor y enferma, regresó a América en comisión de servicio en el servicio cultural de la Embajada de España en Chile, cargo honorífico, al igual que el cargo de "agregada de Cultura" en la Embajada de Buenos Aires, permitiéndole mantener una situación de funcionaria en activo, si tener que regresar a España.
Desde las navidades de 1946 hasta febrero de 1947 regresó a España. Proyectando su vuelta definitiva a España, compró un piso en Madrid, en la calle Núñez de Balboa 71 (hoy 85), y lo amuebló. El 29 de enero de 1947 pronunció un discurso con ocasión de la inauguración de la Cátedra Ramiro de Maeztu en la Universidad Central de Madrid. El 9 de febrero falleció su hermano Gustavo en Estella. Cumpliendo los deseos de su hermano, María donó al Ayuntamiento de Estella todas las obras, muebles y objetos que su hermano tenía en su estudio. En febrero de 1947 María regresó a Buenos Aires donde continuó sus clases. 

## Muerte
Tras nueve años de docencia y exilio, el 7 de enero de 1948, Maeztu murió en Mar de Plata debido a una embolia. La consternación por su muerte inesperada, fue enorme. La prensa española y argentina se hizo eco de su muerte. Resultó de gran relevancia la mención en las esquelas que publicaron los diarios Ya y ABC por su dedicatoria a la Sección Preparatoria del Instituto-Escuela, institución entonces proscrita en España.
En Madrid, el ministro de Asuntos Exteriores, Alberto Martín Artajo, asistió el 10 de enero al funeral que organizó la familia en la iglesia de la Concepción. El 16 de enero sus discípulos de Madrid le dedicaron un acto religioso en San Fermín de los Navarros.

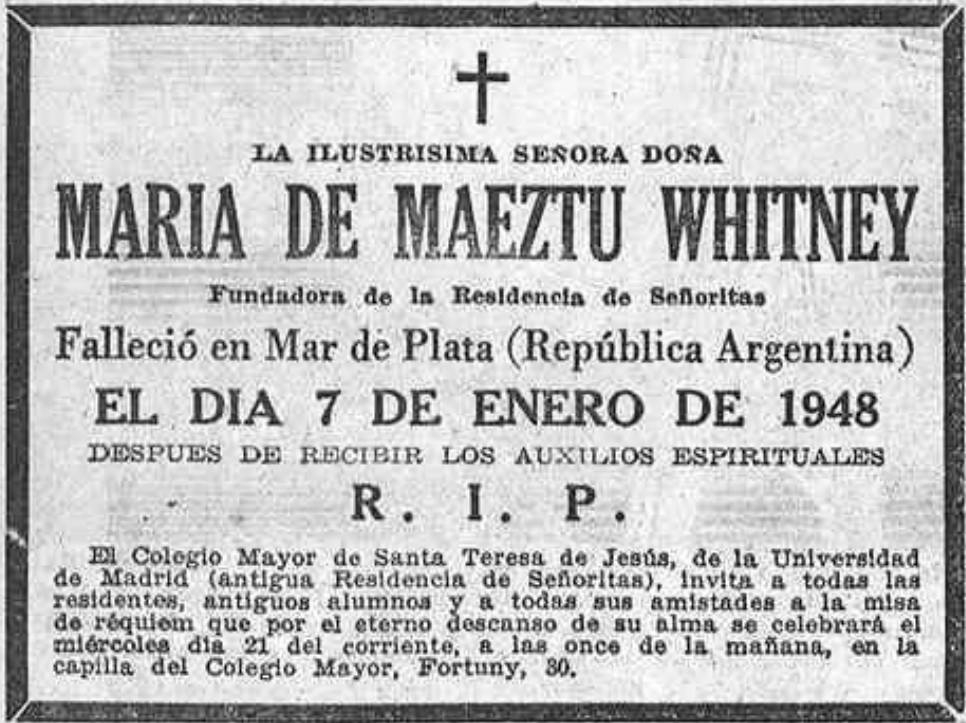
Esquela María de Maeztu en Hoja del Lunes

En el Colegio Mayor Santa Teresa de Jesús, organismo que había reemplazado a la Residencia de Señoritas, se ofició un funeral el 21 de enero, en la propia capilla de la institución. En la correspondiente esquela, aparecida en la Hoja del Lunes, se la definía como fundadora de la Residencia de Señoritas. Ambas referencias al Instituto-Escuela y a la Residencia se pudieron encontrar en la prensa, quizá, por el cambio de actitud que tomó María al seguir los planteamientos de su hermano Ramiro.
Su cadáver se trasladó a la Embajada de España en Buenos Aires, desde donde salió hacia Barcelona en el barco Cabo de Hornos. El día 8 de febrero de 1948 llegaron sus restos a Vitoria, y envueltos en la bandera nacional, se trasladaron en el Ferrocarril Vasco-Navarro a Estella. Tras un solemne funeral, sus restos se llevaron al panteón familiar en el cementerio de Estella.
El periodista Mariano Daranas en el Diario Vasco en 1948 en su artículo “Pesar en Argentina por la muerte de María de Maeztu” describía a María como:

Menuda, rubia, de ojos intensos, labios finos, que charlaba en las tertulias con frases cortas y rápidas, decía siempre algo nuevo, algo suyo, y su manera de expresar era clara y directa.
Mariano Daranas

## Testamento
El 2 de diciembre de 1947 redactó su último testamento, siendo consciente de que tenía cierta insuficiencia cardiaca.Su testamento fue entregado al cónsul general de España en la República Argentina. En él estableció:

Deseo morir en la religión católica en la que he nacido y por la que mi hermano Ramiro dio su vida. Deseo que mi cuerpo, si muero lejos de mi patria, sea envuelto en la bandera española con las insignias de la Monarquía, que es a mi leal entender, el régimen de gobierno mejor para el pueblo español.

Creo en la comunión de los santos y en virtud de esa comunión, cuando alcance la Bienaventuranza eterna haré que se reinstaure la monarquía en España.

Pido a mis alumnas de la Residencia de Señoritas y a mis discípulos del Instituto-Escuela, una oración por mi alma, ya que a todos ellos entregué lo mejor de mi vida. No considero como enemigos de España y enemigos míos más que a los que impidieron y estorbaron el que yo volviera a ocupar mi puesto en España. A todos les perdono y pido a Dios les perdone el mal que a España hacen fomentando la incultura y el mal irreparable que a mí me hicieron impidiendo la prosecución de mi obra educativa.
María de Maeztu

## Legado

### Colegio Estudio
Pese a su trágico final, de las cenizas resurgió una vez más el ideario pedagógico que inculcó a su alumnado a lo largo de su vida de maestra, cuando 3 exalumnas del Instituto-Escuela, del que fue directora durante más de veinte años, empezaron a reunirse clandestinamente a principio de los años 40 del siglo XX, para continuar con el proyecto educativo del que habían participado. Jimena Menéndez Pidal, Ángeles Gasset y Carmen García del Diestro fundaron el Colegio Estudio continuando con la labor que tan bien habían aprendido de su predecesora. Al igual que ella, instalaron su sede en los edificios del Instituto Internacional, en el que anteriormente Maeztu había tenido sus proyectos educativos. Recuperaron y consolidaron los mismos principios pedagógicos de la Institución Libre de Enseñanza.

### Premio María de Maeztu, fundadora de la Residencia de Señoritas
Un grupo de antiguas residentes que estaban en Madrid decidieron crear un premio en su memoria, que anualmente se otorgaría a la alumna de la Sección de Pedagogía que, al terminar su carrera, tuviese mejores calificaciones en el total de ella, resolviéndose mediante examen. La comisión organizadora del premio recaudó 51 000 pesetas que se entregaron en 1949 a la Facultad de Filosofía y Letras de la Universidad de Madrid, en Títulos de Deuda Perpetua Interior al 4%, para que, con su renta, se otorgase anualmente el premio.En 1950 se formalizó, por resolución ministerial, una Fundación particular benéfico-docente denominada «Premio María de Maeztu, fundadora de la Residencia de Señoritas».

## Ideario

### Construcción de una nueva España
Formó parte (invisible) de la élite intelectual del 98, de los regeneracionistas e institucionistas, con quienes, además de sentir una gran amistad y admiración, compartía los ideales de modernización de España, sobre todo en lo relativo a la educación. Llevó una vida fascinante; viajando, estudiando y adaptando al adusto panorama español los avances necesarios para crear las nuevas bases de un sistema educativo, que siguiendo las premisas de la Institución Libre de Enseñanza contribuyera con la formación integral del individuo y en particular, en su caso, de las mujeres.

### Labor pedagógica
En sus proyectos de trabajo durante sus pensionados en el extranjero con la JAE destaca lo que ella creía admirable de la educación inglesa: el principio de la economía mental, metodologías activas (con juegos y el contacto con la naturaleza), y la figura de maestras y maestros como elemento esencial en la escuela. Fue la impulsora de la pedagogía social en España y era partidaria de la pedagogía del esfuerzo, que supone regulación y norma, es decir, lo racional frente a lo espontáneo.
Ortega y Gasset en la revista Plus Ultra de Nueva York, en 1918 afirmaba que:

sin incurrir en hipérbole puede asegurarse que María de Maeztu es la primera pedagoga española.
José Ortega y Gasset

En 1920 participó en el II Congreso de Estudios Vascos con una conferencia general sobre la educación primaria. Fue la segundad mujer en participar en este Congreso. En 1918, la primera, fue Adelina Méndez de la Torre.
Los viajes y su relación con pedagogas y profesoras de otros países le hicieron ver que los avances en la educación de la mujer tenían como consecuencia el desarrollo de una concienciación política y social. Asentó las bases de la educación internacional. Esta labor de internacionalización, de alianzas educativas internacionales, de enseñanza, de aprendizaje mutuo, de desarrollo personal, profesional e institucional. Durante más de 30 años de trabajo Maeztu fue construyendo una red de mujeres, una comunidad educativa íntegramente femenina que modificó el panorama de España.
Julio Caro Baroja recordaba a María de Maeztu en su obra Los Baroja. Memorias familiares de esta manera:

Con aire de maestra vascongada. Hablaba con mucha autoridad y suficiencia y se veía que tenía alta idea de su misión.
Julio Caro Baroja

### Emancipación de las mujeres
De carácter sobrio y austero, supo inculcar a sus discípulas la responsabilidad, disciplina y compromiso que cada una de ellas tenía para, a través de sus profesiones, avanzar y mejorar la situación de las mujeres en la sociedad.
Toda su vida estuvo dedicada a la educación de sus alumnas y a ofrecerles una formación intelectual que fomentase la responsabilidad civil y su participación igualitaria e integral en la construcción de la Sociedad y la Cultura (con mayúscula) de la España de su tiempo.
Su preocupación y lucha feminista por la promoción de las mujeres, en general, y universitaria en particular quedó reflejada, además de en sus cartas a Miguel de Unamuno, en Ia prensa local. El Adelanto se hizo eco el 14 de junio de 1930, hablando de las cinco señoritas licenciadas en Filosofía por esta Universidad, y el 26 de enero de 1934 recogió como especial efemérides el nombre de la primera Licenciada en Derecho, Magdalena Jiménez Escribano.
En un artículo titulado «Lo único que pedimos» y publicado en 1930 por la revista La Mujer Moderna, explicaba su postura frente a la liberación de la mujer:

Soy feminista; me avergonzaría no serlo, porque creo que toda mujer que piensa debe sentir el deseo de colaborar como persona, en la obra total de la cultura humana.
María de Maeztu

La finalidad de la educación para ella era la emancipación social y económica de las mujeres. Combatía el criterio de educar a la mujer sólo para el hogar y no para la sociedad que comparte con el hombre. Para ella, la ignorancia de la mujer era la causa de la barbarie y que con su instrucción estaba asegurado el triunfo de la libertad, la igualdad y la fraternidad.
Para Maeztu, las mujeres debían ir al matrimonio con igualdad de derechos y deberes. Justificaba el divorcio por ser el único camino que queda cuando los cónyuges no han logrado identificarse.

### Evolución de su pensamiento
Sus publicaciones dan cuenta de su evolución ideológica, desde un europeísmo inicial, ligado a su vinculación con la JAE, a una postura más cercana a la de su hermano Ramiro, tradicionalista católico-hispanista. Para ella la vocación pedagógica es una llamada íntima y afirmó que "la escuela debe ser para el maestro el altar donde ofrenda a Dios su vida". Ello le hizo identificarse con santa Teresa de Jesús y afirmar que si esta viviera en el siglo XX fundaría hospitales, escuelas y universidades. El libro El problema de la ética, la enseñanza de la moral, escrito durante su exilio en 1938, compendia un pensamiento pedagógico que colocaba a la religión como eje de la educación. En él, establece la conexión entre moral y religión, a través de la cadena lineal moral-deber-regla-obligación-disciplina-autoridad-admiración-religión. Esta idea la había ya planteado en 1925 en el ensayo que había escrito sobre la educación en el Instituto-Escuela. Para ella "la obediencia que la disciplina exige no significa negación de la voluntad propia; consiste simplemente en someterse a la voluntad del guía porque es el mejor que conoce el camino".

## Obra

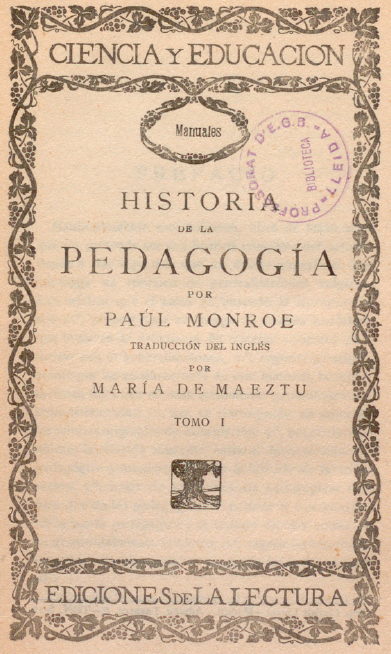
Historia de la pedagogía, Paul Monroe (1905) traducido por María de Maeztu (1918)

Su dominio de varios idiomas le permitió desarrollar una interesante tarea como traductora; obras del alemán Paul Natorp como la traducción y el prólogo de Religión y humanidad: la religión dentro de los límites de la humanidad: contribución a la fundación de la pedagogía social (1914 en español traducido del original de 1894 en alemán); Pedagogía Social (1899) con el título Curso de pedagogía (1915); o la Historia de la pedagogía antigua y media del inglés Paul Monroe (Tomo I 1905, primera edición en Nueva York Madrid, 1918; y Tomo II 1924). 
De su obra humanista y pedagógica, cabe destacar «La Pedagogía en Londres y las escuelas de párvulos» en VV. AA., Anales de la Junta para la Ampliación de Estudios e Investigaciones Científicas (1909); y El trabajo de la mujer: nuevas perspectivas, conferencia pronunciada el 8 de abril de 1933.
Sus publicaciones más importantes corresponden a la última etapa de su vida. Su intención principal fue recopilar y divulgar la obra y el pensamiento de los últimos años de su hermano Ramiro, no sólo por admiración y afecto fraternal, sino por convicción ideológica. No llegó a publicarse.
Escribió El problema de la ética. La enseñanza de la moral (1938) por dos motivos: en primer lugar para estudiar el problema de la ética, enumerando algunas causas que, desde su punto de vista, habían motivado la crisis que vivía el mundo; y en segundo lugar, para proponer algunas normas para la enseñanza de la moral en las escuelas.
Su obra Historia de la cultura europea (1941), lo editó Biblioteca de la Esfinge, especialista en libros para la mujer, bajo la dirección de Gregorio Martínez Sierra (pseudónimo de María Lejárraga). Era una recopilación de un curso de historia. Se motivó a editarlo como reflexión al haber estallado la Segunda Guerra Mundial, cuando decidió quedarse en Argentina.
En 1943 publicó su obra más conocida, Antología-siglo xx. Prosistas españoles. Semblanzas y comentarios, una selección con intención didáctica preferentemente destinada al profesorado de bachillerato, que ha tenido una importante y prolongada difusión en la Colección Austral de Espasa-Calpe.

## Premios y reconocimientos
Fue nombrada doctora honoris causa en varias universidades del mundo, siendo el Smith College en 1919 uno de los más destacados. También fue reconocida como profesora honoraria en la Universidad de México y profesora extraordinaria en la Universidad de Columbia. .
En 1988 se constituyó en el País Vasco el Fórum Feminista María de Maeztu, en honor a su figura.
Desde 1996 el Área de Igualdad del Ayuntamiento de Estella y la Asamblea de Mujeres de Estella-Lizarra organizan el Certamen Literario Premio María de Maeztu.
En 2007 un buque de salvamento remolcador de altura de la Sociedad de Salvamento y Seguridad Marítima, fue llamado María de Maeztu (BS-13). Fue botado en los astilleros de la Unión Naval de Valencia en Valencia el 26 de octubre.
En 2016 el Gobierno de España reconoció, con la distinción Unidad de Excelencia María de Maeztu, a aquellas «unidades públicas de investigación, en cualquier área científica, que demuestran impacto y liderazgo científico a nivel internacional y que colaboran activamente con su entorno social y empresarial». Asimismo, la Universidad de Salamanca concede los premios María de Maeztu para reconocer la excelencia científica en su universidad.
En 2018, en la serie de televisión La otra mirada, María de Maeztu interviene en un capítulo reivindicando el desarrollo individual de las personas, la educación, los derechos de las mujeres y su defensa del divorcio.
El 28 de febrero de 2023 Correos emitió un sello, de 1 euro, en conmemoración del 75 aniversario de su fallecimiento. Ese mismo año, la Fábrica Nacional de Moneda y Timbre acuñó una moneda en su honor que se presentó en la residencia de señoritas el 8 de marzo.